# Condado de Hsinchu

Localização em Taiwan

Condado de Hsinchu (chinês tradicional: 新竹縣, pinyin: Xīnzhú Xiàn, Wade–Giles: Hsin1-chu2 Hsien4) é um condado no noroeste da ilha Formosa, Taiwan. A população do município é principalmente hakka; há uma minoria de aborígenes na parte sudeste do condado. Zhubei é a capital de Hsinchu, onde a sede do governo está localizada. Hsinchu é onde a maior parte da produção industrial relacionada com computadores está localizado. 
Em dezembro de 2014, a população do condado era de 537 630 pessoas, com um crescimento populacional anual médio em torno de 6.868 habitantes. Desde 1991, a uma alteração na estrutura econômica condado trouxe um aumento significativo na população.